# Pita

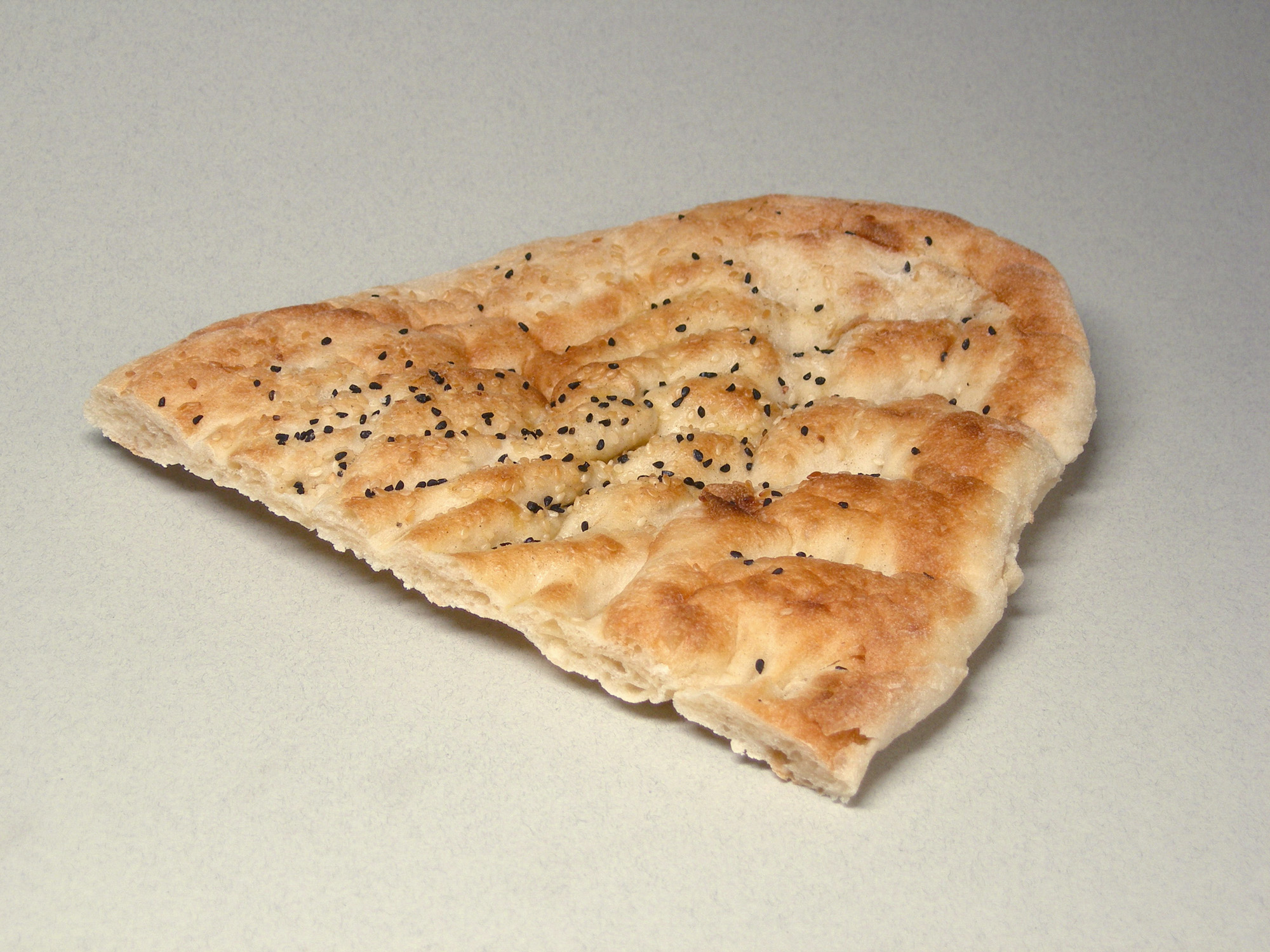
Ćwiartka placka pita typu greckiego, zapieczonego już do konsumpcji

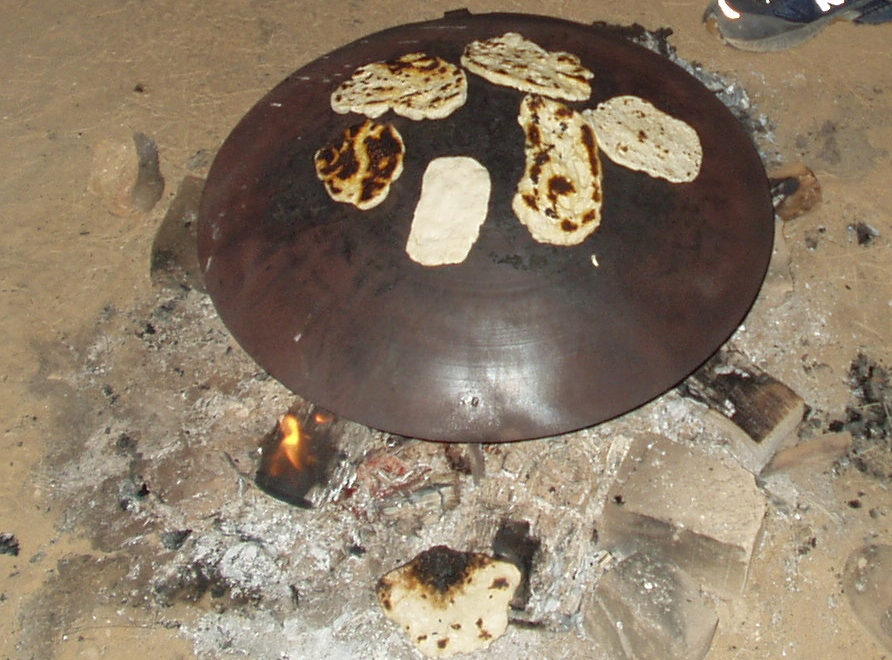
Pita typu arabskiego tradycyjnie pieczona nad ogniem

Pita (arab. كماج lub خبز عربي, cyrylica пита, gr. πίτα, hebr. פִּתָּה lub פיתה, tur. pide) – okrągłe, pszenne, płaskie placki, popularne w krajach Bliskiego Wschodu. Słowo „pita” wywodzi się z języka greckiego i znaczy „płaski placek”, które z kolei pochodzi od starogreckiego słowa pektos, czyli „solidny” Jak wskazują szacunki, płaski chleb przypominający pitę pieczono już 12 tysięcy lat temu. Pita pochodzi prawdopodobnie ze starożytnej Syrii. W krajach arabskich nazywana jest też libańskim, syryjskim lub arabskim chlebem. Jej podstawowe składniki to mąka, woda oraz drożdże, dzięki którym podczas pieczenia pęcznieje, tworząc naturalną kieszonkę na farsz. Obecnie mianem „pita” określa się też naleśnikowate ciasto używane do podawania kebabów typu fast food. Pitę produkuje się metodą przemysłową. Wyspecjalizowana piekarnia może wytworzyć 200 tys. sztuk pit na dobę. 
Pity gastronomiczne typu greckiego nie tworzą kieszonki na farsz, a jako naleśniki zwinięte w kształt rożka służą do wypełnienia ich potrawą gyros. Tajemnicą produkcyjną jest powtarzalne uzyskiwanie pity typu greckiego, odpowiedniej dla długotrwałego przechowywania jak i zamrożenia, a zarazem – już po zapieczeniu, tuż przed zwinięciem w rożek – elastycznej i lekko chrupiącej.
W języku greckim określenie „pita” oznacza poza tym każdy rodzaj placka oprócz pizzy – np. „milopita” to placek lub ciasto z jabłkami („milo” – jabłko).